# Стад Ньон
«Стад Ньон» (нем. Fussball Club Stade Nyonnais) — швейцарский профессиональный футбольный клуб из Ньона, выступающий в швейцарской Челлендж-лиге.

## История
Стад Ньон основан 29 октября 1905 года. Футбол быстро популяризировался в Ньоне в начале 20-го века, и клуб был одной из многих новых футбольных команд в городе наряду с клубами «Ньон» (первым клубом в городе), «Фортуна», «Ньон-Спорт». Первоначально клубы играли свои домашние игры во дворе местной католической церкви. Однако размеры поля не соответствовали требованиям, и поэтому в 1906 году клубы начали играть на стадионе Пердтемпс. Однако, уже скоро клубы покинули данный стадион, так как власти не разрешили играть им в общественном месте. После нескольких изменений названия клуба, в 1907 году в конечном итоге клуб стал называться «Стад Ньон». В 1918 году после окончания Первой мировой войны клуб был принят в Швейцарскую футбольную ассоциацию.
В 1924 году клуб стал играть на недавно построенном стадионе в Маренсе. В 1925 году команда получила повышение до второго уровня швейцарского футбола, как победитель чемпионата Романдии (франкоязычного региона Швейцарии). В том же году они участвовали в первом турнире Кубка Швейцарии, в котором дошли до 1/8 финала.
В 1946 году «Стад Ньон» вышел в высшую лигу Швейцарии, в котором играл на протяжении следующих четырёх лет. После вылета клуб вернулся в высший дивизион лишь через 17 лет.
В 1991 году был открыт текущий стадион команды — Коловрэй.
В сезоне 2007/2008 клуб провёл свой лучший розыгрыш в истории Кубка Швейцарии, дойдя до четвертьфинала, в котором он уступил клубу «Базель» со счётом 0:2.
До сезона 2011/2012 «Стад Ньон» выступал в Челлендж-лиге, однако в связи с реформой лиги, в результате которой из лиги выбыло 6 команд, а не 2, как обычно. «Ньон» отстал на 2 очка от зоны спасения и вылетел в Промоушен-лигу.
В сезоне 2022/2023 «Стад Ньон» занял 2-е место в Промоушен-лиге и вышел в Челлендж-лигу.

## Цвета клуба
Цветом клуба «Стад Ньон» считается черно-желтый. Который является главным цветом клуба с момента основания в 1905 году. Исторически установлено из архивных документов, что цвета были позаимствованы основателями у другого швейцарского клуба «Янг Бойз», который стал чемпионом Швейцарии в 1903 году.